# Herbert Nitsch
Herbert Nitsch (Vienna, 20 aprile 1970) è un apneista austriaco.
Herbert ha detenuto il record mondiale per tutte le otto discipline di immersione in apnea riconosciute dall'AIDA International. Attualmente detentore (2012) del record di immersione nella specialità NLT (No Limit) (assetto variabile assoluto), con la incredibile profondità di -214 metri.
Nitsch, che lavora part time come pilota per la Austrian Airlines Group Tyrolean Airways, ha raggiunto i -214 metri in assetto variabile assoluto il 14 giugno 2007 a Spetses in Grecia.
Sulla pittoresca isola di Santorini, vicino Therasia ha avuto luogo il 6 giugno 2012 il tentativo di record mondiale per il "Extreme 800". Herbert, accompagnato da un team di supporto di cinque subacquei e due medici specialisti, ha raggiunto la profondità  di -253.2 m (830.8 piedi), risalendo senza alcun contrattempo tecnico, un Guinness dei primati . Dopo l'emersione dovette tuttavia essere assistito e ricoverato in una clinica per un trattamento in camera iperbarica..

## Record mondiali
| Disciplina | Record   | Data              | Luogo                       |
| ---------- | -------- | ----------------- | --------------------------- |
| DNF        | 131 m    | 27 gennaio 2001   | Ginevra                     |
| DYN        | 170 m    | 24 febbraio 2001  | Ginevra                     |
| CW         | -86 m    | 11 ottobre 2001   | Ibiza                       |
| DYN        | 172 m    | 10 novembre 2001  | Berlino                     |
| DNF        | 134 m    | 24 novembre 2001  | Wiesbaden                   |
| DYN        | 181 m    | 2 febbraio 2002   | Vienna                      |
| FIM        | -92 m    | 27 febbraio 2002  | Austria                     |
| DYN        | 183 m    | 16 novembre 2002  | Berlino                     |
| FIM        | -100 m   | 5 settembre 2003  | Lago di Millstatt (Austria) |
| CW         | -95 m    | 5 settembre 2003  | Lago di Millstatt           |
| CNF        | -50 m    | 6 settembre 2003  | Lago di Millstatt           |
| CNF        | -62 m    | 11 settembre 2004 | Spetses (Grecia)            |
| CNF        | -66 m    | 12 settembre 2004 | Spetses                     |
| NLT        | -172 m   | 2 ottobre 2005    | Žirje (Croazia)             |
| NLT        | -183 m   | 28 agosto 2006    | Žirje                       |
| CW         | -111 m   | 9 dicembre 2006   | Hurghada (Egitto)           |
| STA        | 9'04"    | 13 dicembre 2006  | Hurghada                    |
| NLT        | -185 m   | 13 giugno 2007    | Spetses                     |
| NLT        | -214 m   | 14 giugno 2007    | Spetses                     |
| CW         | -120 m   | 11 aprile 2009    | Dean's Blue Hole (Bahamas)  |
| FIM        | -109 m   | 6 aprile 2009     | Dean's Blue Hole            |
| CW         | -124 m   | 22 aprile 2010    | Dean's Blue Hole            |
| FIM        | -120 m   | 25 aprile 2010    | Dean's Blue Hole            |
| NLT        | -253.2 m | 6 giugno 2012     | Santorini (Grecia)          |